# Île du Ressac
Die Île du Ressac (französisch für Brandungsinsel, auch bekannt als Ressac Island) ist eine kleine und felsige Insel vor der Küste des ostantarktischen Adélielands. Sie liegt 1,5 km östlich der Île Houle und 6 km nordöstlich der Zélée-Gletscherzunge. 
Erste Luftaufnahmen entstanden bei der US-amerikanischen Operation Highjump (1946–1947). Teilnehmer einer französischen Antarktisexpedition (1949–1951) unter der Leitung von André-Franck Liotard (1905–1982) kartierten und benannten sie. Namensgebend sind die sich hier brechenden Wellen.